# قلعه اورامان
قلعه اورامان مربوط به دوران‌های تاریخی پس از اسلام است و در شهرستان سروآباد، بخش اورامان تخت، روستای تخت واقع شده و این اثر در تاریخ ۱۹ مرداد ۱۳۸۴ با شمارهٔ ثبت ۱۲۸۰۷ به‌عنوان یکی از آثار ملی ایران به ثبت رسیده است.